# Джефферсон (округ, Канзас)
Шаблон:StateAbbr_ 39°13′00″ пн. ш. 95°24′00″ зх. д. / 39.2167° пн. ш. 95.4° зх. д.
Округ Джефферсон (англ. Jefferson County) — округ (графство) у штаті Канзас, США. Ідентифікатор округу 20087.

## Історія
Округ утворений 1855 року.

## Демографія
За даними перепису
2000 року
загальне населення округу становило 18426 осіб, усе сільське.
Серед мешканців округу чоловіків було 9333, а жінок — 9093. В окрузі було 6830 домогосподарств, 5194 родин, які мешкали в 7491 будинках.
Середній розмір родини становив 3,07.
Віковий розподіл населення поданий у таблиці:
| Стать    | До 15 років | 15-21 | 22-29 | 30-39 | 40-49 | 50-65 | 65-85 | Понад 85 |
| -------- | ----------- | ----- | ----- | ----- | ----- | ----- | ----- | -------- |
| Чоловіки | 2131        | 1006  | 638   | 1334  | 1553  | 1610  | 967   | 94       |
| Жінки    | 1920        | 825   | 639   | 1390  | 1499  | 1523  | 1068  | 229      |

## Суміжні округи
- Атчісон — північ
- Лівенворт — схід
- Дуглас — південь
- Шоні — південний захід
- Джексон — північний захід

## Виноски
1. ↑  U.S. Decennial Census. United States Census Bureau. Архів оригіналу за 26 квітня 2015. Процитовано 26 липня 2014.
2. ↑  Historical Census Browser. University of Virginia Library. Архів оригіналу за 11 серпня 2012. Процитовано 26 липня 2014.
3. ↑  Population of Counties by Decennial Census: 1900 to 1990. United States Census Bureau. Архів оригіналу за 5 червня 2019. Процитовано 26 липня 2014.
4. ↑  Census 2000 PHC-T-4. Ranking Tables for Counties: 1990 and 2000 (PDF). United States Census Bureau. Архів оригіналу (PDF) за 18 грудня 2014. Процитовано 26 липня 2014.
5. ↑  State & County QuickFacts. United States Census Bureau. Архів оригіналу за 6 серпня 2011. Процитовано 26 липня 2014.(англ.) Наведено за англійською вікіпедією.
6. ↑  American FactFinder. Бюро перепису населення США. Архів оригіналу за 21 травня 2008. Процитовано 31 січня 2008.

| США | Це незавершена стаття з географії США. Ви можете допомогти проєкту, виправивши або дописавши її. |